# Parabopyrella indica
Parabopyrella indica är en kräftdjursart som först beskrevs av Goverdhan Lal Chopra 1923.  Parabopyrella indica ingår i släktet Parabopyrella och familjen Bopyridae. Inga underarter finns listade i Catalogue of Life.